# Alexandru Gheorghe Gussi
Alexandru Gheorghe Gussi (n. 28 mai 1974, București) este un politolog român, care îndeplinește în prezent funcția de consilier de stat la Departamentul pentru Relația cu Autoritățile Publice și Societatea Civilă al Administrației Prezidențiale.

## Biografie
Alexandru Gheorghe Gussi s-a născut la data de 28 mai 1974, în municipiul București. A efectuat studii universitare la Facultatea de Științe Politice a Universității din București (1994-1998) și studii de masterat (Diplôme d’Etudes Aprofondies) la Institutul de Studii Politice din Paris, departamentul “Analiza Comparativă a Spațiilor Politice” (2000-2001), obținând titlul de master în științe politice cu teza de disertație: Un loc de memorie al democratizării - Piața Universității din București.
De asemenea, a fost bursier al Școlii doctorale în Științe Sociale din București - Agence Universitaire de la Francophonie (1998-1999) și bursier al Open Society Institute- New York (2003-2004). La data de 29 mai 2007, și-a susținut teza de doctorat în științe politice la Institut d’Etudes Politiques de Paris, cu titlul Usages du passe et democratisation. Le rapport des partis politiques roumains a la periode communiste ("Democratizare și utilizarea politică a trecutului"), cu mențiunea „très honorable avec les felicitations du jury”, sub coordonarea profesorului Dominique Colas.
Începând din anul 2001, este asistent universitar la Facultatea de Științe Politice a Universității București. La data de 28 decembrie 2006 a fost numit în funcția de consilier de stat la Departamentul pentru Relația cu Autoritățile Publice și Societatea Civilă al Administrației Prezidențiale, cu rang de secretar de stat.

## Publicații
Alexandru Gheorghe Gussi este autorul mai multor articole de științe politice, publicate în diferite reviste de specialitate. Dintre acestea menționăm următoarele:
- A Short Glimpse over Bucarest (Ed. Universității București, 2001) - coautor;
- Construction et usages politiques d’un lieu de mémoire. La Place de l’Université de Bucarest, în "Revista Română de Științe Politice - Studia Politica", Vol.II, nr. 4 / decembrie 2002, pp. 1057–1091;
- Le poids du rapport au passé communiste dans la construction identitaire. Le cas du Parti Social Démocrate Roumain, în "Revista Română de Științe Politice - Studia Politica", Vol. III, nr. 3 / septembrie 2003, pp. 629–725;
- L’usage politique du passé communiste dans les discours des partis politiques roumains après 1989 , în Alexandra Ionescu și Odette Tomescu-Hatto (coord.) - "Politique et société dans la Roumanie contemporaine" (L’Harmattan, Paris, 2004), pp. 349–372;
- Décembre 1989: Le rapport au passé communiste des nouveaux dirigeants. Quelques prémisses du débat sur le passé récent en Roumanie, în "Revista Română de Științe Politice - Studia Politica", Vol. VI, nr. 1 / 2006, pp. 115–134;
- L’évolution du clivage sur le passé communiste et la démocratisation, în "Revista Română de Științe Politice - Studia Politica", Vol. VI, nr. 3 / 2006, pp. 577–597.
- L’anticommunisme en Roumanie (1996-2000), în "Studia Politica - Revista Română de Științe Politice", Vol. VII, no. 1-2007, p. 117-132

De asemenea, a participat la mai multe comunicări științifice pe teme legate de Memoria comunismului și identitatea politică a partidelor postcomuniste, Discursul despre procesul comunismului etc.